# DCT CLIPS V1
『DCT CLIPS V1』（ディーシーティー クリップス ブイワン）は、2001年12月5日にリリースされた、DREAMS COME TRUE（ドリカム）のビデオクリップ集。

## 概要
- ドリカムとしては初となるビデオクリップ集で、かつ2009年現在はビデオクリップ集としてリリースされた唯一の作品となっている。
- 収録曲は原則として、東芝EMI/Virgin D.C.T.に移籍して以後の曲を集めている[1]。なお最終トラックの「あはは」はボーナス・トラックとしての扱いのため、公式には「全11曲収録」とされている。
- 副音声、字幕がついている。
- アルバム『monkey girl odyssey』との同時リリース。
- 2004年7月14日にはDVDのみ廉価版が発売された（内容は同一）。

## 収録曲
1. そうだよ
2. 朝がまた来る
3. なんて恋したんだろ
4. SNOW DANCE
5. 24/7 -TWENTY FOUR/SEVEN-
6. 好きだけじゃだめなんだ
7. See You In My Dreams
8. いつのまに
9. crystal vine
10. カノン
11. SONG OF JOY-W.W.V-
12. あはは（TV PROMOTION VIDEO）